# Espoo Ciné

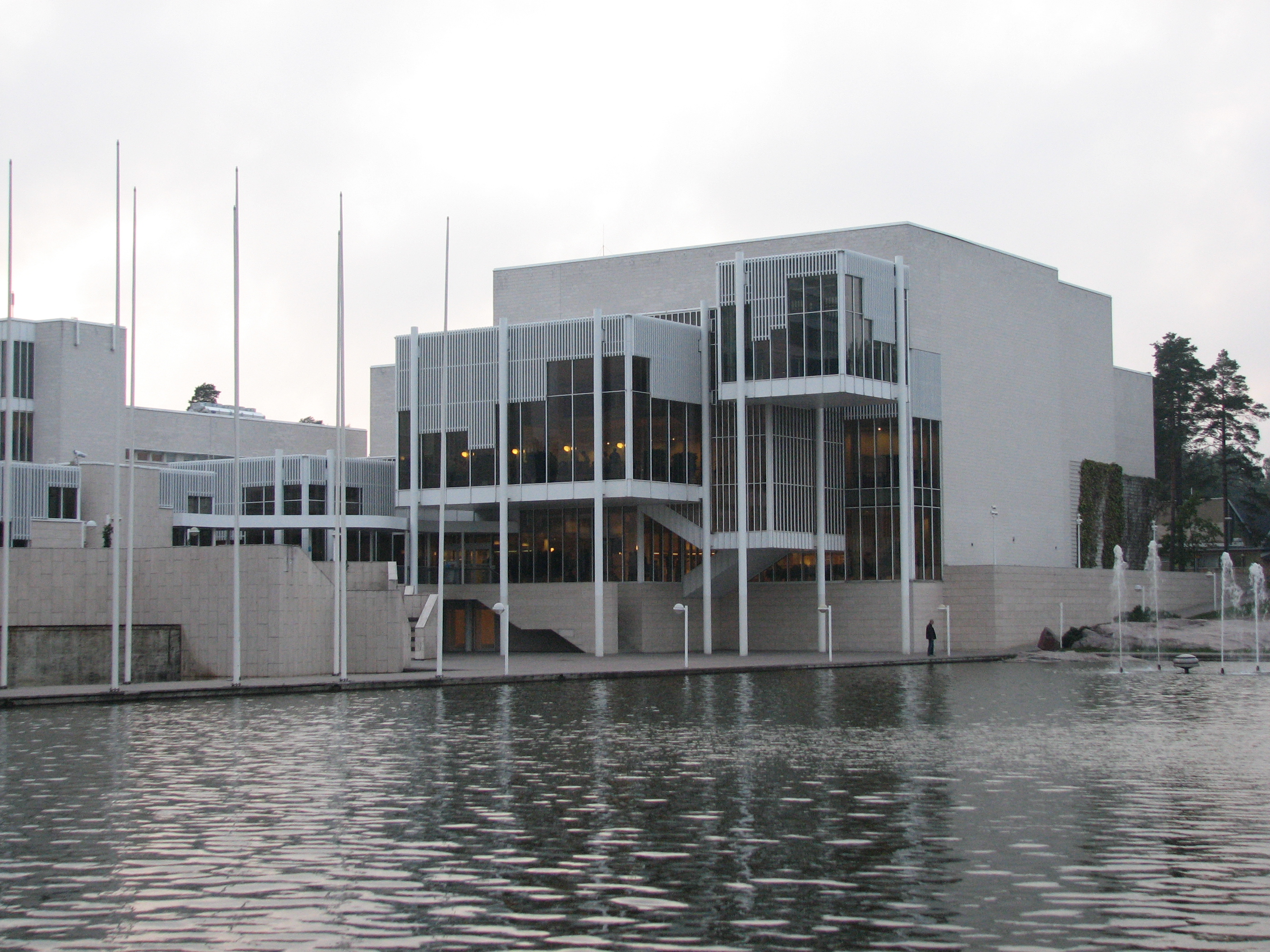
Le Centre culturel d’Espoo, un des lieux du festival Espoo Ciné.

 Le festival international du film Espoo Ciné (Espoo Ciné International Film Festival) est organisé chaque année à la fin août à Espoo, en Finlande. Le festival fonctionne depuis 1990. 
Espoo Ciné est centré à l’origine sur le cinéma européen, par exemple français ou latin. En outre, le festival présente traditionnellement des sections de films pour enfants et pour la jeunesse, de films documentaires, ainsi que de films lesbiens et homosexuels. Des projections en plein air sont organisées. Le festival est membre de fédération des festivals européens de film fantastique, et un Méliès d'argent est donc décerné à ce titre à l’un des courts-métrages en compétition. 
Les projections sont organisées à l’Espoon kulttuurikeskus, (le Centre culturel d’Espoo, à Tapiola), dans deux salles et au cinéma Kino Tapiola (fi). De plus, des projections sont organisées au Bio Rex du centre commercial Sello de Leppävaara, toujours à Espoo, et à l’Andorrassa d’Helsinki. 
Espoo Ciné présente annuellement environ 70 à 100 longs métrages et une sélection de courts métrages. En 2009, le nombre de visiteurs a dépassé les 27 000. Espoo Ciné est l'un des plus grands événements de Finlande consacré à l’art et l’industrie cinématographiques. 

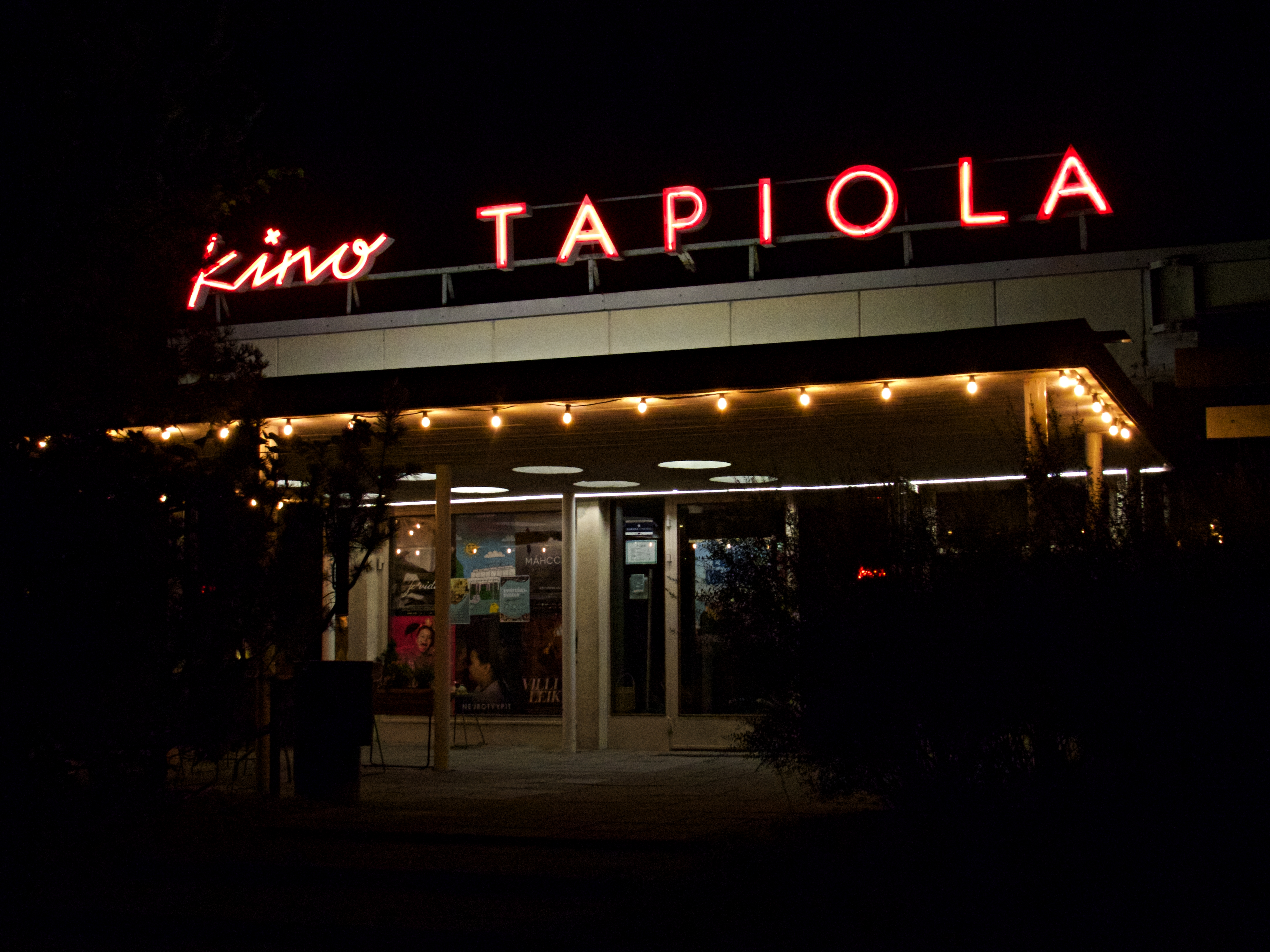
Le cinéma Kino Tapiola, autre lieu du festival.